# La síntesis O'konor
La síntesis O'konor es el tercer álbum de estudio del grupo Él Mató a un Policía Motorizado. Fue grabado en 2017, fue compuesto y escrito principalmente por el bajista y cantante Santiago Motorizado. En este disco se encuentran los mayores éxitos de la banda, tales como «El tesoro», «La noche eterna», «El mundo extraño», «Fuego», etc.

## Historia
A partir del año 2015 la banda empieza a trabajar en su siguiente álbum y se meten al estudio, tiempo después descubrieron que no era el momento para grabar un disco completo, pero si un EP con cuatro canciones nuevas para mostrar. Este trabajo fue finalmente Violencia y fue lanzado a fines de 2015. Este trabajo mostraba un antecedente de lo que la banda venía haciendo en La dinastía Scorpio y la otra mitad proponía algo nuevo. La banda siguió trabajando en nuevas canciones, según declaraciones de Santiago Motorizado, más abierto a los detalles en cuestiones musicales.
Entre los meses de enero y febrero de 2017 viajan a Texas (Estados Unidos) a grabar el álbum en Sonic Ranch, según declaraciones de la banda, se sintieron muy cómodos con esta nueva experiencia.
En abril salió el simple «El tesoro» con tres temas (el tema homónimo junto con dos b-sides). Se editó en simultáneo en CD, vinilo, cassette, y a través de plataformas digitales.
El 22 de junio de 2017 finalmente se lanzó La síntesis O'konor, con 10 canciones editadas a través de Discos Laptra. Fue grabado en el estudio texano Sonic Ranch junto a Eduardo Bergallo. Vio la luz en simultáneo en Argentina, España, México y Estados Unidos. Fueron grabadas 15 canciones en esas sesiones de estudio, de las que en el álbum fueron publicadas 10, y 3 restantes a algunos sencillos posteriores. La presentación del álbum fueron el 22, 23, 27 y 28 de junio en Niceto Club.
El 1 de diciembre publican el segundo simple del álbum «Ahora imagino cosas», también producido por Bergallo en Texas con Lucas Rosetto como segundo ingeniero de grabación. La última canción de esta entrega es una versión acústica de «El tesoro», y fue grabada por Rossetto en la habitación número 202 del Hotel Majestic en Cuenca, Ecuador, el 5 de noviembre de 2017, y fue mezclada y masterizada en Buenos Aires.
El álbum fue nominado a Mejor Álbum de Rock en los Premios Grammy Latinos de 2018 y «Ahora imagino cosas» fue nominada a Mejor Canción de Rock. La banda promocionó el álbum con giras extensas en América y en Europa y varios festivales, en 2018 llegan al festival Vive Latino en México y debutan en el Cosquín Rock, culminando el año en su concierto más multitudinario hasta la fecha ante 5000 espectadores en Tecnópolis el 8 de diciembre de 2018, y continúan girando en 2019. El 14 de agosto de 2019 sucede un hecho histórico en un show a beneficio de Fito Páez en el Teatro Margarita Xirgú, donde invita a último momento a Santiago Motorizado a interpretar a dúo «El tesoro», los dos con Fito en el piano y voz.
A fines de 2019 la banda publica un nuevo álbum llamado La otra dimensión, conteniendo canciones grabadas en esas sesiones en Sonic Ranch en 2017 (5 canciones que quedaron afuera del corte final del álbum) más algunas versiones acústicas y re-versiones de canciones del álbum como «El tesoro», «La noche eterna» o «Las luces», versión a dúo con Anabella Cartolano, vocalista de Las Ligas Menores. De este álbum se desprende el sencillo «El perro».

## Lista de canciones
Todas las canciones fueron compuestas por Santiago Motorizado excepto el track 6, compuesto por Niño Elefante.
1. El tesoro[3] - (4:31)
2. Ahora imagino cosas - (2:37)
3. La noche eterna - (5:27)
4. Alguien que lo merece - (2:16)
5. Las luces - (3:52)
6. La síntesis O'Konor - (2:52)
7. Destrucción - (5:44)
8. Excálibur - (1:25)
9. El mundo extraño - (3:58)
10. Fuego - (5:11)

## Personal
- "Santiago Motorizado" - bajo y voz
- "Doctora Muerte" - batería
- "Pantro Puto" - guitarra
- "Niño Elefante" - guitarra
- "Chatrán Chatrán" - teclados

Músicos adicionales
- Eduardo Bergallo - sintetizadores, percusiones, ebow y aro de básquet
- Lucas Rossetto - percusiones